# 1934 en Norvège
Chronologie de la Norvège
- 1930
- 1931
- 1932
- 1933
- 1934
- 1935
- 1936
- 1937
- 1938

Cet article présente les faits marquants de l'année 1934 en Norvège ou relatifs à la Norvège.

## Gouvernance
- Haakon VII est roi de Norvège.
- Johan Ludwig Mowinckel dirige le gouvernement.

## Événements
- Le tsunami du Tafjord, en norvégien nynorsk Tafjord-ulykka, en norvégien bokmål Tafjord-ulukka, littéralement en français « catastrophe du Tafjord », est un tsunami qui s'est produit le 7 avril 1934 dans le Tafjord, une branche du Storfjord, en Norvège, dans le comté de Møre et Romsdal. Provoqué par un glissement de terrain d'environ deux millions de mètres cubes de roches du Langhammaren sur plus de 700 mètres de hauteur, il entraîne la formation de vagues dont la hauteur maximale est estimée à 62 mètres[1]. Certaines d'entre elles hautes de près de seize mètres atteignent les villages de Tafjord, Fjørå et Stranda, causant la mort de quarante personnes et de nombreuses destructions[1].
- Début des stérilisations de force en Norvège qui ont touché 2000 personnes environ, selon les déclarations officielles. Il s'est principalement agit de personnes souffrant de troubles mentaux. Cette pratique s'est poursuivie en Norvège jusqu'en 1976[2].

## Sport
- Les championnats du monde de patinage artistique 1934 ont lieu du 10 au 11 février 1934 à Oslo en Norvège pour les Dames, du 16 au 18 février 1934 à Stockholm en Suède pour les Messieurs, et le 23 février 1934 à Helsinki en Finlande pour les Couples.

## Naissances
- Naissance en Norvège en 1934

## Décès
- Décès en Norvège en 1934